# Бой у Обиточной косы
Бой у Обито́чной косы — морское сражение, состоявшееся 2 (15) сентября 1920 года во время Гражданской войны в России между кораблями красной и белой флотилий у северного побережья Азовского моря. Фактически у Обиточной косы происходила лишь 1-я фаза сражения, решающая 2-я фаза произошла в открытой части Азовского моря, севернее мыса Казантип.

## Предшествующие события
12 сентября 1920 года проходившие ремонт в Керчи корабли 2-го (Азовского) отряда Черноморского флота генерала П. Н. Врангеля получили приказ выйти для охраны судов, вывозивших из района Геническа запасы зерна, предназначенные для продажи за границу. Дополнительно командующий белым флотом вице-адмирал М. П. Саблин отдал распоряжение осмотреть Бердянск, где по агентурным сведениям красные готовили средства для перевозки морского десанта в Крым.
Из-за неоконченного ремонта в походе смогла участвовать лишь часть кораблей отряда. В ночь на 13 сентября из Керчи вышли канонерские лодки «Урал» и «Салгир» (по два 152-мм орудия), ледоколы «Гайдамак» (одно 152-мм и два 75-мм орудия) и «Джигит» (одно 102-мм и два 75-мм орудия), катер «Петрел» (одно 75-мм орудие) и тральщик «Дмитрий Герой» (невооружённый). Отряду также был придан «для разведочной службы» из состава Черноморского флота миноносец «Зоркий» (два орудия 75-мм, без торпедного вооружения). Отрядом командовал начальник 1-го дивизиона капитан 2-го ранга Б. В. Карпов, державший брейд-вымпел на «Урале».
14 сентября белые подошли к Бердянску. «Урал» и «Салгир» подвергли город обстрелу, под прикрытием которого «Петрел» вошёл в гавань, но не обнаружил там каких-либо десантных средств. После этого флотилия перешла к деревне Цареводаровка, где происходила погрузка зерна на грузовые суда. Корабли белой флотилии встали на якорях за Обиточной косой.
В тот же день, получив сведения о бомбардировке белыми Бердянска, красное командование направило туда из Мариуполя корабли своей Азовской флотилии: канонерки (бывшие землеотвозные шаланды) «Будённый», «Красная звезда» (по одному 130-мм орудию, по другим сведениям — по два орудия, если они не были установлены позже) и «Свобода» (одно 152-мм орудие), ледокол «Знамя социализма» (два 75-мм орудия), а также сторожевые катера «Данай», «Пугачёв» и «Пролетарий». Отряд кораблей возглавлял командующий красной Азовской флотилией С. А. Хвицкий. Не найдя в Бердянске белых, красная флотилия двинулась вдоль берега на запад. Вечером 14 сентября и красные, и белые заметили дымы друг друга, но сражение было отложено на следующий день.
При примерном равенстве в числе кораблей у белой флотилии было заметное превосходство в силе артиллерийского огня, хотя сами белые преувеличили силу красных (Карпов считал, что у противника шесть крупных кораблей и «не менее 13 орудий крупного калибра»). Также за белыми было преимущество в скорости. Несмотря на плохое состояние механизмов, их корабли могли ходить на 7 узлах, а миноносец — на 12 узлах, тогда как красные ходили не более чем на 5 узлах. Главным своим преимуществом белые считали высокий боевой дух и подготовку, благодаря которому они были готовы атаковать сильнейшего врага: «Не в числе кораблей и не в материальной части лежит успех сражения, а в духе, обучении личного состава, в его дружности и в искусстве маневрирования».

## Сражение 15 сентября 1920 года

### Утренний бой

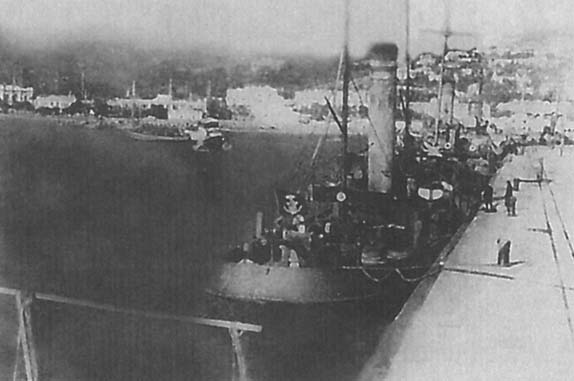
Канонерка «Будённый»

На рассвете красная флотилия снялась с якоря и двинулась в сторону противника. Корабли шли в кильватерной колонне: «Буденный» (флагман Хвицкого), «Красная звезда», «Знамя социализма», «Свобода», «Данай», «Пугачев» и «Пролетарий». В 6 утра красные обогнули Обиточную косу и, заметив стоявшую в бухте флотилию белых, открыли по ней огонь с дистанции 60 кабельтовых. Обстрел не принес белым никакого ущерба, напротив, у красных возникли серьёзные трудности. «После первых же выстрелов на большей части советских кораблей вышли из строя орудия (заели стреляющие приспособления), и бой пришлось прекратить. Флагманский артиллерист на сторожевом судне обошел канонерские лодки и лично привел артиллерию в боеготовое состояние»
Воспользовавшись возникшей у красных заминкой, белые быстро снялись с якоря и стали перестраиваться в боевой порядок, чтобы атаковать противника. Оба белых ледокола отошли в сторону — у «Гайдамака» обнаружилась техническая неисправность, а глубокосидящий «Джигит» боялся маневрировать у берега, опасаясь сесть на мель. С ледоколами также остался миноносец и катер. В результате в первой фазе боя со стороны белых приняли участие только две канонерки — «Урал» и «Салгир». В это время красная флотилия, находившаяся в море к юго-западу от белых, повернула на восток, пытаясь вернуться на собственную базу. Белые вышли в море и легли на пересечение курса красной флотилии.
В 06:35 суда вступили в перестрелку друг с другом, постепенно сближаясь до 35 кабельтовых. Оказавшись на створе кильватерной линии противника, «Урал» и «Салгир» открыли беглый огонь по головному в красной колонне «Будённому». Не выдержав обстрела красные стали последовательно поворачивать на запад. Белые продолжали прицельно бить в точку поворота, и уже третий корабль противника повернул раньше, в результате строй красной флотилии смешался и она стала отходить уже без всякого порядка.
В 07:15 белые прекратили преследование, на что повлиял выход из строя одного из орудий «Урала». Было решено, что повернувшая на запад красная флотилия уже никуда не денется, а двум белым канонеркам следует дождаться других своих судов. В 07:30 о произошедшем бое был извещен по радио начальник 2-го отряда капитан 1-го ранга Н. Н. Машуков с просьбой о высылке из Керчи подкрепления.

### Преследование и решающий бой

Канонерка «Салгир», бывшая паровая шхуна «Адольф» типа «Эльпидифор»

Около 08:00 к «Уралу» и «Салгиру» подошли «Зоркий», «Джигит» и «Гайдамак». Вскоре было замечено, что красные пытаются обойти белых в открытом море с юга. Белая флотилия двинулась вслед за красными кораблями, чтобы не пропустить их в Мариуполь. Вперед был выслан наиболее быстроходный миноносец «Зоркий». Обе флотилии шли параллельными курсами на юг. Белые постепенно догоняли и сближались с красными. С 10 часов противники, оказавшиеся на траверсе друг друга, стали эпизодически обмениваться огнём с дистанции 55—60 кабельтовых. При низкой подготовке артиллеристов и начавшемся волнении стрельба на дальней дистанции была совершенно безрезультатной. Около 11 часов миноносец «Зоркий» на полном ходу обошел красных впереди и оказался у них с правого борта. По «Зоркому» открыли огонь «Будённый» и «Красная звезда», заставив его отступить.
В 11:45 белая флотилия прибавила скорость, стремясь охватить голову красной колонны. В 12:00 противники сблизились до 40 кабельтовых и открыли беглый огонь. Вскоре снаряд с «Гайдамака» попал в «Знамя социализма», который вел на буксире тихоходную «Свободу». На красном ледоколе были повреждены трубы питания котла. Он потерял ход и окутался паром. Повреждение красного судна вызвало у белых ликование. «Знамя социализма» было взято на буксир канонеркой «Красная звезда», перешедший на ледокол с «Даная» механик занялся срочным ремонтом котла. Скорость красной флотилии снизилась до 3 узлов. Противники продолжали сближаться.
В 12:30 успеха добились красные. Белая канонерка «Салгир» была поражена с «Красной звезды» двумя снарядами в борт у ватерлинии. В 12:40 «Салгир» стал быстро тонуть. К тонущему судну подошел «Урал», застопорив машину, и стал снимать команду. Были спасены все, кроме двух пропавших без вести. Это были единственные людские потери у белых. Бой продолжался уже на дистанции в 30 кабельтовых. К этому времени у белых стали подходить к концу снаряды (значительная их часть была потрачена накануне при бомбардировке Бердянска). Было принято решение о выходе из боя.
В 12:50 белые демонстративно двинулись прямо на красных. Красные, не желавшие слишком сближаться, отвернули на запад. В этот момент белые, выпустив последние снаряды, совершили полный разворот и легли курсом на восток, к Керчи. Красная флотилия (кроме повреждённого «Знамя социализма»), опомнившись, тоже развернулась и стала преследовать противника, ведя огонь по замыкавшему белую колонну «Гайдамаку». В 13:30 стрельба из-за увеличения дистанции прекратилась. В 14:30, убедившись, что белых им не догнать, красная флотилия легла курсом на северо-восток к Мариуполю.
После получения там утренней радиограммы от Карпова, из Керчи для поддержки его отряда должны были выйти эсминец «Беспокойный» и канонерская лодка «Страж», которые могли бы переломить ход сражения в пользу белых. Однако при выходе в море «Беспокойный» подорвался на мине (по другой версии — опоздал с приходом из Севастополя) и поход был отменен.

## Итоги
Белая флотилия потеряла один из кораблей (канонерку «Салгир», но повреждения получила также канонерка «Урал») и была вынуждена отступить, преследуемая противником.
Тем не менее, обе стороны объявили сражение своей победой.
По мнению белых: «Тактически это была несомненная победа, так как благодаря этому бою, хотя и нерешительному, были спасены многочисленные транспорты, которые грузились под нашей защитой зерном у Цареводаровки и в Геническе. Задание, данное флоту, опять было выполнено, несмотря на очень тяжёлые условия, и главное командование получило теперь зерно, а значит, и хлеб для армии, и деньги для снаряжения, так как иностранцы давали его нам не даром. Практически после этого боя, несмотря на его нерешительный результат, красные больше не показывались в Азовском море, справедливо считая, что если только половина нашего отряда оказалась такой крепкой, то уж при встрече с целым отрядом им несдобровать».

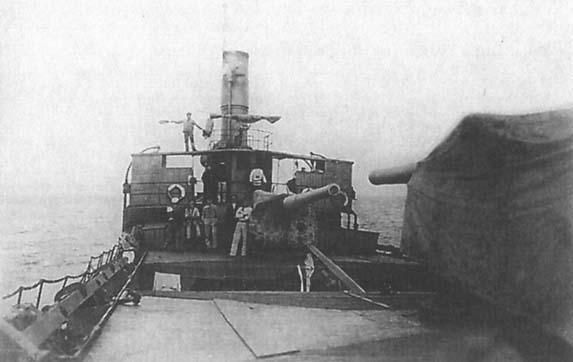
Орудия канонерки «Красная звезда»

По мнению советской историографии: «Корабли противника вынуждены были выйти из боя и спасаться бегством. Впредь они уже не решались выходить в Азовское море. Эта победа принесла советским морякам полное господство на Азовском море и лишила войска противника, начавшего 12 сентября наступление в направлении Донбасса, поддержки с моря».
Бой при Обиточной косе был последним эскадренным сражением под русским Андреевским флагом. «2 сентября (ст. стиль) 1920 года Андреевский флаг в последний раз гордо развевался среди грохота неприятельских снарядов и боевого дыма верных России кораблей. Но верим и страстно желаем, чтобы он снова взвился и под своей сенью повёл бы нас — русских моряков на освобождение Родины»